# Les Champs-de-Losque
Les Champs-de-Losque is een voormalige gemeente in het Franse departement Manche in de regio Normandië en telt 196 inwoners (2017). De plaats maakt deel uit van het arrondissement Saint-Lô.

## Geschiedenis
Les Champs-de-Losque maakte deel uit van het kanton Saint-Jean-de-Daye tot dat op 22 maart 2015 werd opgeheven en de gemeenten werden opgenomen in het op die dag gevormde kanton Pont-Hébert. Op 1 januari 2017 fuseerde Les Champs-de-Losque met Le Mesnil-Vigot en Remilly-sur-Lozon tot de commune nouvelle Remilly Les Marais. Op 5 maart 2020 werd Les Champs-de-Losque overgeheveld van het kanton Pont-Hébert naar het kanton Saint-Lô-1.

## Geografie
De oppervlakte van Les Champs-de-Losque bedraagt 9,3 km², de bevolkingsdichtheid is 22,0 inwoners per km².
De onderstaande kaart toont de ligging van Les Champs-de-Losque met de belangrijkste infrastructuur en aangrenzende gemeenten.

## Demografie
Onderstaande figuur toont het verloop van het inwonertal (bron: INSEE-tellingen).